# Gouania rosei
Gouania rosei är en brakvedsväxtart som beskrevs av Wigg.. Gouania rosei ingår i släktet Gouania och familjen brakvedsväxter. Inga underarter finns listade i Catalogue of Life.